# Matthias Eklund
Matthias Eklund, född 23 juli 1976 är en före detta allsvensk fotbollsspelare som spelade elva säsonger för Landskrona BoIS.
Eklunds moderklubb är Lönsboda GoIF vilket lett till smeknamnet Lönsbodaexpressen.
Efter att han inlett seniorkarriären med Helsingborgs IF kom Lönsbodaexpressen sommaren 1997 till Landskrona. Det blev omedelbar succé i ett BoIS som då låg näst sist i Division 2. Med åtta mål på tio matcher var Eklund med och vände trenden, säsongen slutade istället med uppflyttning till Division 1. Han var med på BoIS resa då de tog sig ända upp till Allsvenskan. Då klubben säkrade avancemanget mot Assyriska FF hösten 2002 gjorde Eklund 2-0-målet efter att ha fintat bort ett flertal motståndarspelare.
Han blev nominerad till årets mål i Allsvenskan 2002. Säsongen därpå gjorde han det snabbaste målet i Allsvenskan det året, för Landskrona BoIS mot IFK Göteborg.
Efter säsongen 2008 avslutade Eklund sin spelarkarriär i samband med att BoIS på grund av ekonomiska problem ville sänka spelartruppens löner. Sammanlagt spelade Eklund 328 matcher för Landskrona och gjorde på dessa 115 mål.
Han har parallellt med fotbollskarriären arbetat med Informationsteknik och är idag aktiv som IT-konsult.